# Phare de Point-Amour
Le phare de Point-Amour, est un phare situé aux abords du village de Forteau sur le détroit de Belle-Isle au Labrador, province canadienne de Terre-Neuve-et-Labrador.
Non loin de l'Anse Amour, ce phare est le plus élevé des Provinces de l'Atlantique et, avec une hauteur de 33 m, le deuxième phare le plus élevé de tout le Canada. Cette tour cylindrique, faite de blocs calcaires, est peinte en blanc avec une bande noire. Sa construction s’est inscrite dans le programme des Imperial Towers et le phare est aujourd'hui classé comme Édifice fédéral du patrimoine et désignée Phare patrimonial par le gouvernement canadien,. Les locaux d'habitation du phare, achevés en 1857, ont été rénovés et font aujourd'hui fonction de musée.
La lentille de Fresnel de second ordre, avec un plan focal situé à 46 m au-dessus du niveau de la mer, est toujours en fonction. En 1996, l'exploitation a été automatisée. Les signaux lumineux, ponctués par des pauses de 4 secondes, ont une période de 16 secondes. Un bâtiment à l'écart permet d'émettre des feux de brume.
Son étroitesse et la présence d'icebergs ont toujours fait du détroit de Belle-Isle une passe dangereuse pour les navires. Mais elle reste un raccourci pour relier l'Europe du Nord et les grands ports du fleuve Saint-Laurent comme Montréal.